# La 2 Noticias
La 2 Noticias és un programa informatiu emès per La 2 de Televisió Espanyola.

## Història
L'espai, que al principi era de mitja hora de durada i programat de dilluns a divendres en horari nocturn, va començar a emetre's el 7 de novembre de 1994.
Va estar dirigit per Fran Llorente, realitzat per Fernando Navarrete i presentat per Lorenzo Milá durant gairebé deu anys, fins a 2003, quan aquest últim va ser nomenat corresponsal de TVE a Washington.
En aquest moment, Llorente es va situar també al capdavant de la càmera fins que l'abril de 2004 va ser nomenat director dels serveis informatius de TVE.
Cal esmentar que, entre 1994 i 1996, va existir una edició matinal presentada per Enrique Peris i Almudena Ariza, que feia de Telenotícies Matinal; fins que TVE va decidir programar-los a La 1 des de llavors i fins ara.
Durant uns mesos l'espai va ser conduït per Beatriz Ariño fins a la incorporació de Cristina Villanueva, que el va presentar entre 2004 i 2006. L'edició en aquest període la va assumir Miguel Ángel García.
En 2006, Cristina Villanueva va abandonar TVE per laSexta. Des de llavors, es fa càrrec de la presentació la periodista Mara Torres.

L'editora de 2006 a 2009 va ser Georgina Cisquella.
Durant la temporada 2007-2008, La 2 Notícies, emès a la mitjanit, va ampliar la seva durada a 45 minuts, amb un espai específic dedicat a la cultura, un altre als reportatges en profunditat i un altre als esports. Carlos del Amor era el co-presentador de l'apartat cultural i s'encarregava de donar una visió diferent i personal de la cultura, l'espectacle, la ciència, la vida quotidiana i els detalls que l'envolten. María Oña era l'enviada especial a aquells esdeveniments interessants a Espanya. Raquel González presentava els esports.
Des de 2009 fins a 2013, La 2 Notícies va estar editat per Iñigo Herráiz, comptant en l'equip d'edició amb: Rafa Lobo, Ana Bielsa i Eva de Vicente. Per part seva, l'equip de redacció el conformaven: Rebeca Augusto, Silvia Guerra, José M. Coto, Ana Sánchez i Paloma Díez. La realització: Paola Guerra, Eduardo Sánchez Pasquín i Manu Dieguez.
Durant aquestes temporades, La 2 Notícies ha dedicat informatius especials al 60è aniversari dels drets humans (amb el qual va obtenir el premi al millor informatiu pels Drets humans d'Espanya i Llatinoamèrica); un informatiu especial Premis Nobel 2010 (des d'Estocolm).
Habitualment cobreix amb especial atenció les informacions vinculades a la defensa dels drets humans, als conflictes internacions, al medi ambient i a la cultura.
La 2 Noticias té més de 100.000 seguidors a Facebook (va ser el primer informatiu espanyol en aquesta xarxa social); pot seguir-se a través de la web oficial, i comentar els post a través del seu bloc. El fet que en la pàgina web que emet el programa en directe només es pugui opinar des de Facebook ha implicat diverses crítiques: s'al·lega que s'està atorgant publicitat gratuïta a la xarxa social després de l'abandó de la publicitat per part de TVE l'1 de gener de 2010; que s'està desfavorint a les altres xarxes socials i que s'està vulnerant la llibertat d'expressió. En 2012 ha aconseguit el premi a millor mitjà informatiu dels premis de la música independent.
El 28 d'agost de 2013, Iñigo Herráiz va ser destituït del seu càrrec, sent reemplaçat per José Luís Regalado.o A partir de desembre de 2015, La 2 Noticias, va passar a emetre's a la 1.00 de la matinada a La 2.
En la següent temporada (2016-2017), l'espai va tornar al seu horari habitual, encara que això si, començant en horaris dispars, què van des de les 23.40 a la 01.00.
Des del 7 de novembre de 2018, La 2 Noticias torna a emetre a les 20.30 de la nit amb una nova presentadora, Paula Sáinz-Pardo. Com a principal novetat inclou sovint actuacions en directe de cantants i poetes que reciten les seves obres.

## Contingut
El començament de l'informatiu sempre s'obre amb les notícies més importants de la jornada i amb gran repercussió en la societat.
Les notícies duren al voltant del minut i mig, dos minuts i fins i tot més. Una de les característiques més importants d'aquest informatiu és que presenta les notícies d'una manera diferent a com ho fan les altres cadenes generalistes. Són notícies de temes minoritaris en alguns casos i generals en uns altres, però des d'un punt de vista diferent.

## Reconeixements

### TP d'Or
| Any  | Categoria               | Persona                 | Resultat  |
| ---- | ----------------------- | ----------------------- | --------- |
| 2002 | Millor Informatiu Diari | Millor Informatiu Diari | Guanyador |
| 2000 | Millor Informatiu Diari | Millor Informatiu Diari | Guanyador |
| 1999 | Millor Informatiu Diari | Millor Informatiu Diari | Guanyador |
| 1998 | Millor Informatiu Diari | Millor Informatiu Diari | Guanyador |
| 1997 | Millor Informatiu Diari | Millor Informatiu Diari | Guanyador |
| 1997 | Millor Presentador      | Lorenzo Milá            | Nominat   |
| 1996 | Millor Informatiu Diari | Millor Informatiu Diari | Guanyador |
| 1996 | Millor Presentador      | Lorenzo Milá            | Nominat   |

### Antena de Oro
| Any  | Persona      | Resultat |
| ---- | ------------ | -------- |
| 1998 | Lorenzo Milá | Ganador  |

### Premis Iris
| Any  | Categoria                                   | Persona                    | Resultat  |
| ---- | ------------------------------------------- | -------------------------- | --------- |
| 2003 | Millor Programa Informatiu                  | Millor Programa Informatiu | Guanyador |
| 2002 | Millor Programa Informatiu                  | Millor Programa Informatiu | Guanyador |
| 2002 | Millor Comunicador de Programes Informatius | Lorenzo Milá               | Guanyador |
| 2001 | Millor Programa Informatiu                  | Millor Programa Informatiu | Guanyador |

### Premis Ondas
| Any  | Categoria                                      | Resultat  |
| ---- | ---------------------------------------------- | --------- |
| 2005 | Trajectòria o labor professional més destacada | Guanyador |
| 1996 | Millor programa especialitzat                  | Guanyador |

### Premis APEI
| Any  | Categoria                                               | Resultat  |
| ---- | ------------------------------------------------------- | --------- |
| 2007 | Presentadora d'informatius en la categoria de Revelació | Guanyador |

- 1998: Premi Lliri de l'Associació de Dones Periodistes de Catalunya.[9]
- 2008: Va obtenir el premi Pueblo Nuevo pel seu suport a la comunitat d'immigrants.
- Abril de 2009: Mara Torres i el seu equip de la 2 Notícies guanyen el 1r premi de periodisme Jove Iberoamericà "La Pepa 1812" en la categoria d'audiovisual, pel treball titulat: Especial seixanta aniversari dels Drets Humans.
- Setembre de 2009: Premi al millor programa de televisió que atorga el festival Pop-Eye de Càceres.
- Desembre de 2009: Obté el premi a la millor labor informativa en unvestigación, desenvolupament i innovació que lliura Asimelec.
- Abril de 2010: Obté el premi a la llibertat d'expressió del setmanari cultural Avuelapluma.

### Música Independent
| Any  | Categoria                   | Resultat  |
| ---- | --------------------------- | --------- |
| 2012 | Millor Mitjà de comunicació | Guanyador |

- Juny de 2013: La 2 Notícies obté el premi La Inercia en la seva categoria de premis de comunicació bé.
- Novembre de 2013: La 2 Notícies obté el premi NICO en la categoria de mitjans de comunicació, per ser l'informatiu que més cuida en els seus reportatges a les persones majors.